# Franklin (Missouri)
Franklin és una població dels Estats Units a l'estat de Missouri. Segons el cens del 2000 tenia 112 habitants.

## Demografia
Segons el cens del 2000, Franklin tenia 112 habitants, 47 habitatges, i 28 famílies. La densitat de població era de 188 habitants per km².
Dels 47 habitatges en un 31,9% hi vivien nens de menys de 18 anys, en un 48,9% hi vivien parelles casades, en un 8,5% dones solteres, i en un 38,3% no eren unitats familiars. En el 34% dels habitatges hi vivien persones soles el 14,9% de les quals corresponia a persones de 65 anys o més que vivien soles. El nombre mitjà de persones vivint en cada habitatge era de 2,38 i el nombre mitjà de persones que vivien en cada família era de 3,03.
Per edats la població es repartia de la següent manera: un 27,7% tenia menys de 18 anys, un 5,4% entre 18 i 24, un 24,1% entre 25 i 44, un 32,1% de 45 a 60 i un 10,7% 65 anys o més.
L'edat mediana era de 39 anys. Per cada 100 dones de 18 o més anys hi havia 88,4 homes.
La renda mediana per habitatge era de 28.542 $ i la renda mediana per família de 27.500 $. Els homes tenien una renda mediana de 37.500 $ mentre que les dones 21.250 $. La renda per capita de la població era de 15.104 $. Entorn del 16,7% de les famílies i el 20,8% de la població estaven per davall del llindar de pobresa.

## Poblacions més properes
El següent diagrama mostra les poblacions més properes.